# Jehanabad (huyện)
Huyện Jehanabad là một huyện thuộc bang Bihar, Ấn Độ. Thủ phủ huyện Jehanabad đóng ở Jehanabad. Huyện Jehanabad có diện tích 1569 ki lô mét vuông. Đến thời điểm năm 2001, huyện Jehanabad có dân số 1511406 người.